# Egeskov Slot
Egeskov er en dansk herregård ved Kværndrup syd for Ringe på Sydfyn i Danmark. Slottet, der er en af Europas bedst bevarede vandborge, er opført i 1554 af rigsmarsk Frands Brockenhuus. Gården er ældre og kan dateres til 1400-tallet. Godset er i dag på 1137 hektar.

## De ældste tider
Den første kendte ejer af gården er et medlem af slægten Skinkel i begyndelsen af 1400-tallet. Gården var kun en større gård i den ganske betydelige landsby Egeskov. Gården bar på denne tid navnet Egeskovgaard. Slægten Skinkel ejede gården i omkring 150 år, men i 1545 bragte Anne Tinhuus (Skinkel) gården til Frands Brockenhuus som medgift. Laurits Skinkel (Tinhus) efterlod ved sin død 1533 Egeskov til sin enke, Fru Hilleborg Bille, efter hvem deres døtre Anna Hilleborg og Rigborg Tinhus 1536 arvede gården. Anna Tinhuus ægtede 1545 Frands Brockenhuus. Den nye ejer skabte det Egeskov, som vi kender i dag.

## Senere ejere
Frands Brockenhuus' søn og eftermand på Egeskov, Laurids Brockenhuus, er kendt for sin styrke og af sin hårdhed mod datteren Rigborg, der i kongens gård var blevet besvangret af Frederik Rosenkrantz, Christian IV's kammerjunker. Det var imidlertid kun fuldbyrdelsen af den kongelige dom, når faderen 1599 "indemurede" (ɔ: indespærrede) datteren i et værelse på Egeskov, og denne straf overgik adskillige andre adelsdamer i hin tid. Efter faderens død 1604 kom hun fri. Ved hans enke Karen Skrams død 1615 gik Egeskov over til hendes dattersønner Jacob og Frans Ulfeldt, der året efter solgte den til deres farbror Jakob Ulfeld til Urup og Ulfeldtsholm; Jakob Ulfeld døde 1630. Fra hans søn Laurids gik den 1648 til dennes svigerfader Oluf Parsberg og fra denne til rigsråd Otto Krag.

## Stamhuset Egeskov
Efter denne slægts uddøen kom Egeskov 1784 ved køb til gehejmeråd Henrik Bille-Brahe, hvis søn grev Preben Bille-Brahe 20. november 1811 oprettede Egeskov til et stamhus for sin næstældste søn Henrik Bille-Brahe.
Stamhuset bestod af: Hovedgården Egeskov med 365½ tdr. hartkorn, kirke- og kongetiende, 89 tdr. hrtk., bøndergodset med 161¼ tdr. hartkorn, bankaktier lydende på 8.000 kroner, fideikommiskapital for solgt bøndergods 1.375.000 kroner.
Indtil 1882 gik herregården i arv i slægten Bille-Brahe, men så døde baron Frantz Preben Bille-Brahe uden arvinger, og Julius Ahlefeldt-Laurvig-Bille overtog stamhuset og tilføjede samtidig "Bille" til sit navn. Han indledte i 1883 en modernisering af slottet.
I 1925 blev stamhuset opløst ved lensafløsningen.

## Bygningshistorien
Samtidens politiske uro i form af begivenheder som reformationen og grevens fejde fik mange af jordbesidderne til at bygge deres boliger som svært indtagelige borge. Det gjaldt også Frands Brockenhuus.
Slottet er opført i munkesten med karakteristiske runde hjørnetårne. Det blev bygget som dobbelthus; to langhuse forbundet af en tyk dobbeltmur og med selvstændige gavle. Det fremstår tillige som en vandborg, da er funderet på nedrammede egetræspæle i en lille sø med en maksimal dybde på omkring fem meter. Eneste adgang til huset var via en vindebro.
Overleveringen vil vide, at der blev fældet en hel egeskov for at få nok materialer, og at byggeriet strakte sig over hele 30 år. Bygningen er nok en stormands bolig, men grundtanken i huset var militær. De mange skydeskår vidner stadig herom. Ideen var, at man, idet bygningen bestod af to huse, kunne opgive det ene hus og kæmpe videre i det andet. Dobbeltmuren rummer både trapper og en brønd, således at man ikke skulle undvære vand under en eventuel belejring.
Julius Ahlefeldt-Laurvig-Bille, der flyttede ind på Egeskov i 1883 iværksatte en større restuarering af slottet. Under ledelse af den svenske arkitkekt Helgo Zettervall blev tårnhattene forhøjet, de kamtakkede gavle blev genetableret og portbygningen blev opført. Slottet fik desuden eget mejeri, elektricitetsværk og jernbanespor.
Slottets riddersal blev restaureret i 1975. I alt er der 66 værelser, 200 vinduer, 2.062 enkelte ruder og cirka 60 skydeskår, hvoraf nogle nu er tilmurede. På loftet af trappetårnet ligger en lille træmand. Det siges, at hvis han fjernes mere end en enkelt dag, eller hvis man glemmer at give ham frisk halm at ligge på lillejuleaften, vil slottet synke i voldgraven julenat. Riddersalen har siden 1986 været åben for turister, ligesom den udlejes til selskaber.
Til slottet hørte oprindeligt også Egeskov Mølle, opført 1848-1855. Møllen blev solgt fra i 1926 og ejes i dag af Svendborg Museum.

## Egeskov som turistattraktion
Til slottet hører Ladegården, en stråtækt bindingsværksbygning, der i dag huser landbrugsmuseet og hestekøretøjerne.
Omkring slottet findes den gamle park på cirka 20 hektar, bl.a. med klippede hække fra 1730 og med fuchsiahaven der er enestående, da mange af planterne er mellem 40 og 60 år. Parken har haft sin nuværende form siden 1959 og har gennem flere generationer været åben for offentligheden. Parken modtog i 2006 Havens Dags Pris.
Den oprindelige bøgelabyrint er i dag lukket og blev i 1990 erstattet af en labyrint af bambus med et kinesisk tårn i midten; bambuslabyrinten er dog midlertidigt (pr. 2014) erstattet af anden beplantning, da de oprindelige bambusplanter gik i blomst - hvorfra man vil dyrke nye bambus til at genplante labyrinten - hvorefter de visnede, hvilket gjorde brandfaren for stor til at de tørre planter kunne bevares. Til slottet hører også tre store, moderne haller, der huser veteranmuseet. Der findes biler, motorcykler, knallerter, cykler, fly, helikoptere, brandbiler osv. Museet blev oprettet i 1967, og samlingen er blandt Nordeuropas største.
Falck Museet, der blev moderniseret i 2006, viser redningskorpset Falcks historie. Egeskov rummer desuden et landbrugsmuseum og et hestevognsmuseum. Endelig har man legetøjsmuseet Dukkehuset. I en af de gamle herskabsstalde er Restauration Jomfru Rigborg indrettet.
Til Egeskov hører 1137 hektar jord, hvoraf 235 hektar er skov med 60% løvtræer og 40% nåletræer. Jorden drives som agerbrug med hvede, maltbyg, raps, ærter og rød svingel. Selve slottet blev åbnet for turister i 1986, og der blev under Claus og Louisa Ahlefeldt-Laurvig-Bille bygget en tro kopi af hele slottet, som står i Hokkaido i Japan som ramme om verdens største akvarium.
Hvert år i slutningen af april gennemføres Egeskov Slotsløb. Det har været gennemført hvert år siden 2010.

## Rigborg Brockenhuus og Frederik Rosenkrantz
Egeskov har også sin egen kærlighedshistorie, der endte sørgeligt. Jomfru Rigborg blev sendt til hoffet for at opvarte den kommende dronning Anna Catharine. Men Rigborg forelskede sig i Frederik Rosenkrantz, og sammen fik de en søn. Men eftersom barnet blev født udenfor ægteskab, blev Frederik beordret i krig i udlandet, og Rigborg blev dømt til livsvarig indemuring på Egeskov. Hun sad i det samme rum år efter år og fik sin mad serveret gennem en lem. Efter fem år blev hendes dom dog mildnet, så hun en enkelt gang om ugen måtte besøge sognepræsten. I dag hedder rummet, hvor Rigborg blev holdt indespærret, Riborgstuen. Stuen rummer dukkehuset Titanias Palads, som den engelske maler og officer sir Nevile Wilkinson over 15 år byggede til sin datter.
Slottet har tilhørt slægten Ahlefeldt-Laurvig-Bille siden 1784. Den nuværende ejer (1992) er Michael Ahlefeldt-Laurvig-Bille. Slottet er en af de mest populære turistattraktioner på Fyn med omkring 200.000 gæster om året.

## Egeskovs ejere
- (omkr. 1405) – Lydike og Jørgen Skinkel
- (omkr. 1470) – Johan Skinkel
- (1481-1516) – Otto Skinkel
- (1516-18) – Poul Skinkel
- (1518-33) – Laurids Skinkel Tinhuus
- (1533-36) – Hilleborg Pedersdatter Bille, gift Skinkel Tinhuus
- (1536-45) – Anne Tinhuus
- (1545-69) – Frands Brockenhuus
- (1569-1604) – Laurids Brockenhuus
- (1604-15) – Karen Pedersdatter Skram, gift Brockenhuus
- (1615) – Hans Pogwish
- (1615) – Frands Ulfeldt
- (1615-16) – Jakob Ulfeldt
- (1616-30) – Jakob Ulfeldt
- (1630-32) – Birgitte Brockenhuus
- (1632- ? ) – Corfitz Ulfeldt
- (1632-46) – Ebbe Ulfeldt
- (1632-48) – Laurids Ulfeldt
- (1648-56) – Oluf Parsberg
- (1656-66) – Otto Krag
- (1666-88) – Anne Rosenkrantz
- (1688-1713) – Niels Krag den ældre
- (1713-22) – Niels Krags enke
- (1722-40) – Niels Krag den yngre
- (1740-84) – Sofie Juel
- (1784-89) – Henrik Bille-Brahe
- (1789-1810) – Caroline Agnese Raben gift Bille-Brahe
- (1810-57) – Preben Bille-Brahe
- (1857-71) – Frederik Siegfried Bille-Brahe
- (1871-82) – Frantz Preben Bille-Brahe
- (1882-1912) – Julius Ludvig greve Ahlefeldt-Laurvig-Bille
- (1912-19) – Camille Jessy baronesse Bille Brahe, gift Ahlefeldt-Laurvig-Bille
- (1919-46) – Preben Frederik greve Ahlefeldt-Laurvig-Bille
- (1946-85) – Preben Julius Gregers og Nonni Ahlefeldt-Laurvig-Bille
- (1985-94) – Claus Christian Preben og Louisa Ahlefeldt-Laurvig-Bille
- (1994-) – Michael Preben greve Ahlefeldt-Laurvig-Bille